# セルアライブシステム冷凍
セルアライブシステム冷凍（セルアライブシステムれいとう、Cells Alive System冷凍）は、従来の冷凍技法による食品の凍結融解に伴う食味の低下を大幅に低減することを可能にした冷凍技術。 CAS冷凍、CAS凍結、細胞蘇生システムともいう。

## 概要
従来の冷凍方法では食品が周辺部位から冷凍されることにより水が徐々に氷に変わるため、氷が結晶することによる体積の膨張により食品の細胞膜に傷をつけてしまう。解凍時に、この傷からいわゆるドリップと呼ばれる細胞内の栄養や水分が流れ出し、食品の味を落としていた。
CAS冷凍では、過冷却を利用することで水を融点以下に冷やし、その後小さな衝撃を与え一気に凍結させることで鮮度を保つ。
磁場を発生させて水分子を細かく振動させることで低温の水分子同士が衝突して起こる氷の核の形成を防ぐ。
1997年に、株式会社アビーによって開発された。

## 解凍
凍結と同様に、解凍もまた鮮度にとって重要である。
解凍の場合もいかに均一に加熱、解凍するかが問題となる。
業務用の解凍装置には、冷却と電磁波による過熱（電子レンジと同じ原理）を繰り返すことで、できるだけ内部と外部の温度を均等に保ちながら少しずつ解凍していく機器がある。
透過性のある電磁波を使うことで内部までより均一な加熱が可能となる。
家庭では、電子レンジの使用のほか食品を小さく切り分けることで食品の内外の温度差を減らし、より鮮度を保てる。

## その他
島根県隠岐諸島海士町に、農林水産物処理加工施設「CAS凍結センター」が建設されている。それ以前に卸し市場に鮮度の良い漁獲物を卸せないでいたが、本施設建設後、可能になった。ほかにも、通信販売などの事業展開が可能となり、離島ゆえに強いられてきた卸しなどの経済的問題の解決に貢献しているとされる。